# Isohypsibius archangajensis
Isohypsibius archangajensis is een soort in de taxonomische indeling van de beerdiertjes (Tardigrada).
Het diertje behoort tot het geslacht Isohypsibius en behoort tot de familie Hypsibiidae. De wetenschappelijke naam van de soort werd voor het eerst geldig gepubliceerd in 2004 door Kaczmarek & Michalczyk.